# LG K22
LG K22 — це Android-смартфон виробництва LG Electronics, що входить до 6-го покоління серії LG K. Він анонсований 12 вересня 2020 року та випущений 29 вересня у Бразилії.

## Характеристики смартфона

### Зовнішній вигляд
У K22 корпус складається із нерозбірного матового пластику. Дисплей займає 81,7% місця спереду і для фронтальної камери є виїмка. Справа розташована кнопка живлення і кнопки регулювання гучності, а зліва спеціальна кнопка яка викликає Google Assistant і лоток для SIM-карти й карти пам'яті. Знизу є  роз'єм для зарядки типу microUSB 2.0 та мікрофон. Основна камера знаходиться на задній панелі, зверху у лівому куті, у вигляді вертикальної смуги. У блоці крім камери розташований світлодіодний спалах. Також внизу на задній панелі розташований динамік. Зверху в телефоні є 3,5 мм аудіороз'ємом.
LG K22 продавався у 2 кольорах: синьому та титанічно-сірому.

### Апаратне забезпечення
Пристрій використовує 28 нанометровий центральний процесор Qualcomm Snapdragon 215 і графічний процесор Adreno 308. Телефон міг мати або 3 ГБ оперативної пам’яті та 64 ГБ внутрішньої пам’яті або версію з 2 ГБ оперативної та 32 ГБ внутрішньої, проте в обох випадках підтримується карта MicroSD. Дисплей IPS LCD на 6,2 дюйма (95,9 мм) зі співвідношенням сторін 19:9, і роздільною здатністю 720p. Акумулятор літійо-полімерний на 3000 мА·год, заряджається через microUSB.

#### Камера
На задній панелі використовується подвійна камера, складається із ширококутного датчика на 13 Мп і датчик на 2 Мп на макро знімання. Фронтальна камера має ширококутний модуль на 5 Мп, записує відео як і основна, у роздільній здатності 1080p 30fps.

### Програмне забезпечення
LG K22 постачався з Android 10 (Queen Cake), але на відмінно від інших смартфонів компанії, без власної оболонки LG UX.